# Nodochrysa necrota
Nodochrysa necrota is een insect uit de familie van de gaasvliegen (Chrysopidae), die tot de orde netvleugeligen (Neuroptera) behoort. 
Nodochrysa necrota is voor het eerst wetenschappelijk beschreven door Banks in 1920.